# Don Juan (film, 1956)
Pour les articles homonymes, voir Don Juan (film).
Pour plus de détails, voir Fiche technique et Distribution.
Don Juan est un film franco-espagnol réalisé par John Berry et sorti en 1956.

## Synopsis
Don Juan Tenerio, légendaire séducteur, a pris l'habit de son valet Sganarelle afin d'être aimé pour lui-même. Mais il faut croire que dans la région de Tolède, l'habit fait le moine, et le valet, ayant revêtu le magnifique costume de son maître, est poursuivi par toutes les belles femmes de la région.

## Fiche technique
- Titre : Don Juan
- Titre espagnol : El Amor de Don Juan
- Réalisation : John Berry, assisté de Jacques Nahum, Marc Maurette, José Isbert Jr, Ricardo Munoz-Suay
- Scénario : Maurice Clavel, Jacques Emmanuel
- Adaptation : John Berry, Maurice Clavel, Jean Manse, Jacques Emmanuel, Juan-Antonio Bardem
- Dialogue : Jacques-Laurent Bost
- Décors : Georges Wakhévitch, Sigfrido Burmann
- Costumes : Ferdinand Junker, Jacqueline Moreau
- Photographie : Nicolas Hayer
- Opérateur : André Dumaître
- Son : Pierre-Louis Calvet, Félipe Fernandez
- Montage : Marinette Cadix, Antonio Ramirez de Loaysa
- Musique : Henri Sauguet
- Coiffures : Dolorès Clavel
- Maquillage : Carmen Martin, Anatole Paris
- Photographe de plateau : Simon Lopez
- Production :  Cyclope  et  Dama Cinématografica
- Producteur exécutif : Benito Perojo
- Directeur de production : René-Gaston Vuattoux
- Producteur délégué : Miguel Tudela
- Secrétaire de production : Maria-Luisa Fleischner
- Assistant de production : Manuel Castedo
- Société de distribution : Pathé
- Tournage du 11 octobre au 30 décembre 1955
- Pays :  France -  Espagne
- Format :  Couleur (Technicolor) - 1,85:1 - 35 mm - Son mono (Westrex Recording System)
- Genre : Comédie
- Durée : 95 minutes
- Première présentation :
  - France - 06 mai 1956 à Cannes, 09 mai 1956 à Paris[1]
  - Espagne - 26 septembre 1956

## Distribution
- Fernandel : Sganarelle, le valet de Don Juan
- Carmen Sevilla : La Serranilla
- Erno Crisa : Don Juan Tenorio
- Fernando Rey : Don Inigo, le chef de la police
- Roland Armontel : le gouverneur de Tolède
- Christine Carrère : Dona Inès, fille du gouverneur
- Robert Lombard : le duc d'Altaquerque
- Micheline Dax : Dona Elvira
- Simone Paris : Dona Maria
- José Sepulvedo : Don Ramon
- Pedro Valdivieso : Angel
- Manolo Gomez Bur : le bourreau
- Téofilo Palon : un garde
- Hebe Donay : Juanita
- Mercedès Rueda : Lola
- Juan Olaguivel : El Escudero
- José-Maria Rodrigue : un garde
- Angel Calero : Luis
- Germaine Montero
- Antonio Riquelme
- Juan Antonio Bardem
- Mathilde Artero
- Luis Torrecilla
- Claudine Bleuze
- Claude May
- Jacques Emmanuel
- Jean Manse

## Autour du film
Pour l'anecdote, Fernandel, qui jouait le rôle principal, se cassa une dent du devant pendant le tournage en Espagne. Comme cela aurait pris trop de temps à la production de l'envoyer faire faire une prothèse chez un dentiste, l'équipe eut  l'idée de lui coller un bonbon Kréma soigneusement taillé pour boucher le trou. Dès que le bonbon se mettait à fondre, on venait lui en poser un autre. On peut d'ailleurs observer qu'ils ont négligé le dit-bonbon lors de la scène où Sganarelle présente son maître, la dentition de Fernandel apparaissant bel et bien incomplète pendant plusieurs secondes.